# Otaku Girl
Otaku Girl es una novela de ciencia ficción escrita por Louis Bulaong y publicada el 23 de junio de 2021. La historia fue posteada por primera vez como novela web, llegando a ser conocido por sus elementos posmodernos y referencias a la cultura pop, antes de ser publicado como libro cuatro meses después. Es la secuela de la novela debut de Bulaong Escapist Dream.

## Trama
La historia se desarrolla en un mundo de realidad virtual llamado Escapist Dream, un lugar que permite a cualquiera que lo visite adquirir habilidades sobrehumanas derivadas de personajes de películas, cómics, anime, videojuegos y otros medios de ficción. Un año antes del inicio de la novela, el mundo virtual sufrió un mal funcionamiento que encarceló a sus visitantes en su interior. Luego se ven obligados a luchar por la supervivencia contra las inteligencias artificiales rebeldes que han comenzado a atacarlos.
El personaje principal de la historia es GI, una otaku japonesa adolescente, que se ve obligada a luchar por su vida dentro de Escapist Dream. El protagonista de la primera novela, Charlie Anderson, también regresa para ayudar a los frikis atrapados. Tanto GI como Charlie deben luchar contra poderosas inteligencias artificiales que se han apoderado de las diferentes áreas de Escapist Dream, como Stan City, el lugar inspirado en los cómics estadounidenses; Otaku Academy, un lugar inspirado en el manga y el anime; Gamer's Den, un área inspirada en los videojuegos y la cultura de los mismos; y la Biblioteca, un área influenciada por la literatura clásica.

## Publicación
El autor publicó Otaku Girl en febrero de 2021 en formato web a través de varios sitios en línea. La historia fue escrita como una sátira a la cultura geek combinada con elementos de GameLit. Bulaong intencionalmente hizo que el estilo de escritura y la historia fueran lo más «extravagantes posible» al incluir escritura informal, memes y tropos. También lo escribió como comentario hacia la cultura de la cancelación. Según la periodista Janet Webby, esto le dio al libro una sensación más posmoderna, diciendo: «[Bulaong] hace que la escritura sea aún más extraña al pseudoromper la cuarta pared unas cuantas veces de maneras divertidas».

## Recepción
La novela fue bien recibida por varios sitios web después de su lanzamiento,  con Royal Road calificándole con 4.55/5, y Webnovel y Scribblehub con 5/5. Durante su primera semana en Amazon, se convirtió en el libro independiente sin Kindle Unlimited más vendido, vendiendo más de 1.000 copias en las primeras 24 horas. Obtuvo importantes elogios en el país natal del autor, Filipinas, convirtiéndose en uno de los mejores libros escritos por un filipino en 2021.
Janet Webby de Indie Brag declaró: «Nunca había leído algo así. Es como una novela posmoderna para geeks y nerds; muchas de las cosas que suceden en ella son cosas que un lector promedio no entendería. Pero es gracioso si conoces el anime y los cómics». El crítico literario Carl Hannigan de Geeks le dio una calificación de 5/5, elogiando su surrealismo, mientras decía: «Otaku Girl es uno de los mejores reflejos de la sociedad moderna que he leído este año. Es identificable, gracioso y envía un mensaje de cómo existimos en la cultura moderna. Sé que me he vuelto demasiado profundo con este libro, pero en general, el humor y la historia son asombrosos. Si eres un fanático incondicional, te sugiero que compres este libro y te lo pases genial riendo y llorando».